# Basse-Terre (wyspa)

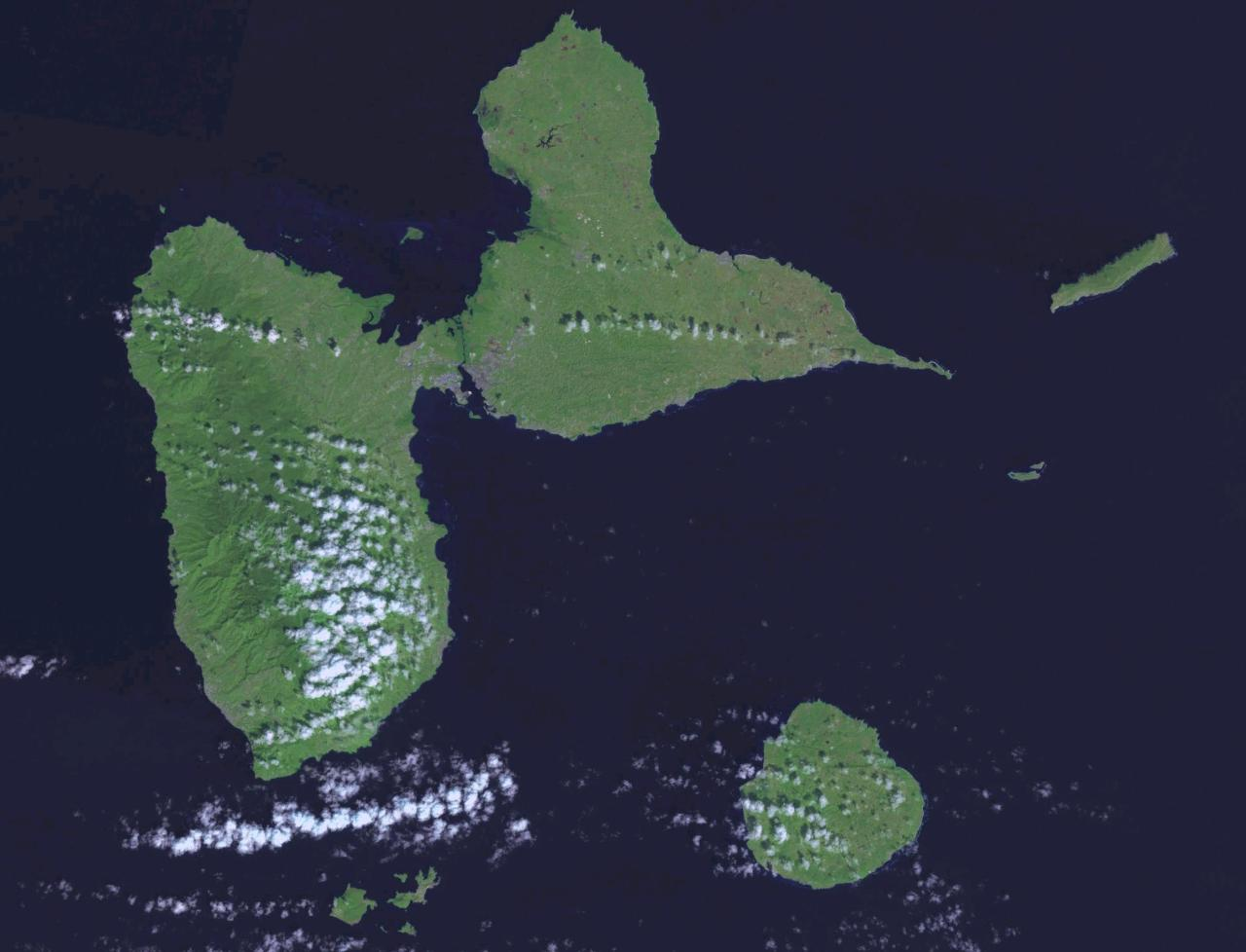
Zdjęcie satelitarne Gwadelupy. Basse-Terre stanowi zachodnią część tzw. gwadelupskiego „motyla”

Basse-Terre (fr. île de la Basse-Terre, Karukera) – jedna z dwóch wysp tworzących Gwadelupę. Basse-Terre stanowi zachodnią część tego terytorium, oddzieloną niewielką cieśniną Rivière Salée (fr. „słona rzeka”) od położonej na wschodzie Grande-Terre.
Basse-Terre zajmuje powierzchnię 848 km². Jej wnętrzne jest górzyste – najwyższy szczyt, wulkan Soufrière, osiąga wysokość 1467 m n.p.m.
Pod względem administracyjnym Basse-Terre stanowi jeden z okręgów departamentu zamorskiego Gwadelupy. Największe miasto na wyspie, Basse-Terre, jest również ośrodkiem administracyjnym całej Gwadelupy.